# Zoophagus pectosporus
Zoophagus pectosporus är en svampart som först beskrevs av Drechsler, och fick sitt nu gällande namn av M.W. Dick 1990. Zoophagus pectosporus ingår i släktet Zoophagus och familjen Zoopagaceae.   Inga underarter finns listade i Catalogue of Life.